# Nordegg
Nordegg est un hameau (hamlet) du Comté de Clearwater, situé dans la province canadienne d'Alberta.